# Challenger de Marburgo 2014
El Marburg Open 2014 fue un torneo de tenis profesional jugado en canchas de tierra batida. Se disputó la 5.ª edición del torneo que formó parte del circuito ATP Challenger Tour 2014. Se llevó a cabo en Marburgo, Alemania entre el 23 y el 29 de junio de 2014.

## Jugadores participantes del cuadro de individuales

### Cabezas de serie
| País                        | Jugador           | Ranking1 | N.º |
| --------------------------- | ----------------- | -------- | --- |
| Bandera de Argentina        | Diego Schwartzman | 93       | 1   |
| Bandera de Brasil           | Thomaz Bellucci   | 98       | 2   |
| Bandera de Alemania         | Andreas Beck      | 131      | 3   |
| Bandera de Brasil           | João Souza        | 134      | 4   |
| Bandera de Argentina        | Horacio Zeballos  | 136      | 5   |
| Bandera de los Países Bajos | Thiemo de Bakker  | 143      | 6   |
| Bandera de Portugal         | Gastão Elias      | 154      | 7   |
| Bandera de Rumania          | Marius Copil      | 160      | 8   |

- 1 Se ha tomado en cuenta el ranking del 16 de junio de 2014.

### Otros participantes
Los siguientes jugadores recibieron una invitación (wild card), por lo tanto ingresan directamente al cuadro principal (WC):
- Richard Becker
- Nikola Milojević
- Julian Lenz
- Alexander Zverev

Los siguientes jugadores ingresan al cuadro principal tras disputar el cuadro clasificatorio (Q):
- Boris Pašanski
- Franko Škugor
- Christian Garin
- Jozef Kovalík

## Jugadores participantes en el cuadro de dobles

### Cabezas de serie
| País                   | Jugador            | País                     | Jugador          | Ranking1 | N.º |
| ---------------------- | ------------------ | ------------------------ | ---------------- | -------- | --- |
| Bandera de Argentina   | Diego Schwartzman  | Bandera de Argentina     | Horacio Zeballos | 229      | 1   |
| Bandera de Canadá      | Adil Shamasdin     | Bandera de Nueva Zelanda | Artem Sitak      | 229      | 2   |
| Bandera de Colombia    | Nicolás Barrientos | Bandera de Colombia      | Juan Carlos Spir | 246      | 3   |
| Bandera de Bielorrusia | Sergey Betov       | Bandera de Bielorrusia   | Alexander Bury   | 255      | 4   |

- 1 Se ha tomado en cuenta el ranking del 16 de junio de 2014.

## Campeones

### Individual Masculino
- Horacio Zeballos derrotó en la final a  Thiemo de Bakker 3–6, 6–3, 6–3

### Dobles Masculino
- Jaroslav Pospíšil /  Franko Škugor derrotaron en la final a  Diego Schwartzman /  Horacio Zeballos 6–4, 6–4